# Валмиера (район)
Валмиера (на латвийски: Valmieras rajons) е район в северна Латвия. Административен център е град Валмиера. Населението на района е 60 111 души, а територията е 2373 km2. Районът граничи с Лимбажи на запад, Валка на изток, Цесис на юг и с Естония на север. Това е осмият по големина район от общо 26те в Латвия.

## Градове в район Валмиера
- Валмиера
- Мазсалаца
- Руйена

### Други населени места
| - Буртниеку - Берзайнес - Бренгулю - Дикли - Ипикю - Йеру - Каугуру - Коцену - Лодес |  | - Наукшену - Раматас - Ренцену - Селю - Сканкалнес - Вайдава - Випулка - Зилакална |